# Iuliu Andrei Pop
Iuliu Andrei Pop (n. 8 iulie 1915, Negrești-Oaș - d. 26 aprilie 1996, Negrești-Oaș) a fost un artist fotograf, unul dintre cei mai importanți din nord-vestul României.
Origini
Iuliu Pop s-a născut în data de 8 iulie 1915 în localitatea Negrești-Oaș, fiind fiul preotului greco-catolic Andrei Pop și a Irinei Pop, de profesie învățătoare. Tatăl său a fost în tinerețe capelan la Șișești, slujind împreună cu Vasile Lucaciu. Iuliu Pop a rămas orfan de tânăr, tatăș său decedând în anul 1926, pe când era paroh în localitatea Satu Mic.
Studiile
Începând cu anul școlar 1927/28 studiază la Liceul Mihail Eminescu din Satu Mare unde își și susține examenul de bacalaureat în luna iulie a anului 1931 obținând calificativul bine. 
A urmat apoi studiile superioare în cadrul Facultății de Drept din Cluj.
Activitatea profesională
După absolvirea studiilor superioare se stabilește la Seini unde va lucra ca stagiar. Mai târziu este transferat la Sfatul regional din Baia Mare ca jurist, iar apoi la Institutul de proiectări din Baia Mare. În cadrul acestei instituții Iuliu Pop se va remarca și ca fotograf lăsând în urma sa o arhivă foto-documentară impresionantă. Tot de numele lui Iuliu Pop se leagă și scrierea a 21 de lucrări monografice ale unor localități maramureșene însoțite de imagini document.
Operele sale fotografice au fost expuse în diferite locuri ale mapamondului, de la New York la Paris, și de la Roma la Buenos Aires. Pentru întreaga sa activitate profesională a fost ales membru în Asociația artiștilor fotografi din România și al Fundației Internaționale de Artă Fotografică.
Iuliu Pop s-a stins din viață în 26 aprilie 1996.